# Liceul Teoretic „Németh László” din Baia Mare
Liceul Teoretic Németh László, este un liceu cu limba de predare maghiară din municipiul Baia Mare. A fost înființat din 1998, fiind denumit încă de la înființare după renumitul scriitor, eseist, dramaturg și prozator maghiar născut în Baia Mare, Németh László. În anul școlar 2006-2007 există 17 clase cu un număr total de 396 de elevi.

## Componență
Liceul are mai multe profiluri:
- Matematică-informatică
- Biologie-Chimie
- Filologie